# Leichtathletik-Weltmeisterschaften 1997/4 × 400 m der Männer
Die 4-mal-400-Meter-Staffel der Männer bei den Leichtathletik-Weltmeisterschaften 1997 wurde am 9. und 10. August 1997 im Olympiastadion der griechischen Hauptstadt Athen ausgetragen.
Weltmeister wurde Großbritannien in der Besetzung Iwan Thomas, Roger Black, Jamie Baulch und Mark Richardson (Finale) sowie dem im Vorlauf außerdem eingesetzten Mark Hylton.

Den zweiten Platz belegte Jamaika mit Michael McDonald (Finale), Gregory Haughton, Danny McFarlane und Davian Clarke sowie dem im Vorlauf außerdem eingesetzten Linval Laird.

Im Kampf um Bronze ging es besonders eng zu. Zwei Teams kamen bis auf die Hundertstelsekunde zeitgleich ins Ziel. Nur durch Heranziehen der Zielfotografie konnte eine Entscheidung dazu getroffen werden. Um wenige Tausendstelsekunden hatte sich Polen gegenüber Südafrika durchgesetzt. Die Polen liefen in der Besetzung Tomasz Czubak, Piotr Rysiukiewicz, Piotr Haczek und Robert Maćkowiak.
Auch die nur im Vorlauf eingesetzten Läufer erhielten entsprechendes Edelmetall. Rekorde standen dagegen nur den tatsächlich laufenden Athleten zu.

## Bestehende Rekorde
| Weltrekord | 2:54,29 min | USA (Andrew Valmon, Quincy Watts, Harry Reynolds, Michael Johnson) | WM 1993 in Stuttgart, Deutschland | 22. August 1993 |
| WM-Rekord  | 2:54,29 min | USA (Andrew Valmon, Quincy Watts, Harry Reynolds, Michael Johnson) | WM 1993 in Stuttgart, Deutschland | 22. August 1993 |

Der bestehende WM-Rekord wurde bei diesen Weltmeisterschaften nicht eingestellt und nicht verbessert.
- Sieben Staffeln stellten acht Nationalrekorde auf:
  - 3:02,95 min – Österreich (Christoph Pöstinger, Thomas Griesser, Andreas Rechbauer, Rafik Elouardi), 1. Vorlauf
  - 3:05,96 min – Botswana (Justice Dipeba, Lulu Basinyi, Rampa Mosweu, Johnson Kubisa), 1. Vorlauf
  - 2:59,91 min – Polen (Tomasz Czubak, Piotr Rysiukiewicz, Piotr Haczek, Robert Maćkowiak), 2. Vorlauf
  - 3:00,58 min – Südafrika (Arnaud Malherbe, Hezekiél Sepeng, Hendrick Mokganyetsi, Llewellyn Herbert), 2. Vorlauf
  - 3:00,26 min – Südafrika (Arnaud Malherbe, Hezekiél Sepeng, Hendrick Mokganyetsi, Llewellyn Herbert), Finale
  - 3:05,43 min – Griechenland (Panagiotis Sarris, Konstantinos Moumoulidis, Giorgios Batsikas, Periklis Iakovakis), 2. Vorlauf
  - 3:00,79 min – Simbabwe (Tawanda Chiwira, Phillip Mukomana, Savieri Ngidhi, Ken Harnden), 3. Vorlauf
  - 2:56,75 min – Jamaika (Michael McDonald, Gregory Haughton, Danny McFarlane, Davian Clarke), Finale

## Doping
In diesem Wettbewerb gab es einen Dopingfall.
Der US-Amerikaner Antonio Pettigrew gestand, ab 1997 Dopingmittel von Angel Heredia, einem mexikanischen Händler, bezogen zu haben, darunter Erythropoetin, auch bekannt als EPO, sowie Wachstumshormone. Daraufhin wurden ihm einige Resultate aberkannt, darunter seine Goldmedaille über 4 × 400 m mit der US-Staffel.
Dadurch bedingt gab es Benachteiligungen für einige betroffene Sportler:
- Die britischen Läufer erhielten ihre Goldmedaille erst mit erheblicher Verspätung.
- Die Mannschaft aus Polen bekam die Bronzemedaille ebenfalls deutlich verspätet. Die Athleten konnten nicht an der Siegerehrung teilnehmen.
- Die drei Teamkollegen des gedopten Pettigrew mussten ihre Goldmedaillen wieder abgeben.
- Die Staffel aus Österreich war nach der Vorrunde nicht mehr dabei, obwohl sie sich eigentlich die Berechtigung zur Finalteilnahme erkämpft hatte.

## Vorrunde
Die Vorrunde wurde in drei Läufen durchgeführt. Die ersten drei Staffeln pro Lauf – hellblau unterlegt – sowie die darüber hinaus zwei zeitschnellsten Teams – hellgrün unterlegt – qualifizierten sich für das Finale.

### Vorlauf 1
9. August 1997, 19:40 Uhr
| Platz | Staffel        | Besetzung                                                            | Zeit (min)                                        |
| ----- | -------------- | -------------------------------------------------------------------- | ------------------------------------------------- |
| 1     | Großbritannien | Mark Hylton (Vorlauf) Roger Black Jamie Baulch Iwan Thomas           | 3:00,19                                           |
| 2     | Frankreich     | Jean-Louis Rapnouil Marc Foucan Fred Mango Stéphane Diagana          | 3:01,76                                           |
| 3     | Österreich     | Christoph Pöstinger Thomas Griesser Andreas Rechbauer Rafik Elouardi | 3:02,95 NR eigentlich für das Finale qualifiziert |
| 4     | Nigeria        | Ayuba Machen Mathias Ogbeta Udeme Ekpenyong Clement Chukwu           | 3:04,19                                           |
| 5     | Algerien       | Samir-Adel Louahla Kamel Talhaouï Malik Louahla Amar Hecini          | 3:05,22                                           |
| 6     | Spanien        | Cesar Martínez Antonio Andrés Pablo Vallejo David Canal              | 3:05,40                                           |
| 7     | Botswana       | Justice Dipeba Lulu Basinyi Rampa Mosweu Johnson Kubisa              | 3:05,96 NR                                        |

### Vorlauf 2
9. August 1997, 19:49 Uhr
| Platz | Staffel      | Besetzung                                                                       | Zeit (min) |
| ----- | ------------ | ------------------------------------------------------------------------------- | ---------- |
| 1     | Polen        | Tomasz Czubak Piotr Rysiukiewicz Piotr Haczek Robert Maćkowiak                  | 2:59,91 NR |
| 2     | Jamaika      | Linval Laird (Vorlauf) Davian Clarke Gregory Haughton Danny McFarlane           | 2:59,98    |
| 3     | Südafrika    | Arnaud Malherbe Hezekiél Sepeng Hendrik Mokganyetsi Llewellyn Herbert           | 3:00,58 NR |
| 4     | Russland     | Michail Wdowin Innokenti Scharow Dmitri Golowastow Ruslan Maschtschenko         | 3:03,35    |
| 5     | Lettland     | Sergejs Inšakovs Egis Tebelis Einars Tupuritis Inguns Sviklinš                  | 3:04,30    |
| 6     | Griechenland | Panagiotis Sarris Konstantinos Moumoulidis Giorgios Batsikas Periklis Iakovakis | 3:05,43 NR |

### Vorlauf 3
9. August 1997, 19:58 Uhr
| Platz | Staffel    | Besetzung                                                          | Zeit (min)                |
| ----- | ---------- | ------------------------------------------------------------------ | ------------------------- |
| 1     | Simbabwe   | Tawanda Chiwira Phillip Mukomana Savieri Ngidhi Ken Harnden        | 3:00,79 NR                |
| 2     | Italien    | Ashraf Saber Marco Vaccari Andrea Nuti Fabrizio Mori               | 3:01,75                   |
| 3     | Japan      | Shunji Karube Seiji Inagaki Hiroyuki Hayashi Shigekazu Omori       | 3:03,85                   |
| 4     | Schweiz    | Laurent Clerc Kevin Widmer Mathias Rusterholz Marcel Schelbert     | 3:05,34                   |
| 5     | Tschechien | Jan Poděbradský Jiří Svenek Jan Stejfa Jiří Mužík                  | 3:05,65                   |
| DOP   | USA        | Jerome Young Antonio Pettigrew Chris Jones Allen Johnson (Vorlauf) | für das Finale zugelassen |

## Finale
10. August 1997, 20:50 Uhr
| Platz | Staffel        | Besetzung                                                                                                  | Zeit (min) |
| ----- | -------------- | --- | ---------- |
| 1     | Großbritannien | Iwan Thomas Roger Black Jamie Baulch Mark Richardson (Finale) im Vorlauf außerdem: Mark Hylton             | 2:56,65    |
| 2     | Jamaika        | Michael McDonald (Finale) Gregory Haughton Danny McFarlane Davian Clarke im Vorlauf außerdem: Linval Laird | 2:56,75 NR |
| 3     | Polen          | Tomasz Czubak Piotr Rysiukiewicz Piotr Haczek Robert Maćkowiak                                             | 3:00,26    |
| 4     | Südafrika      | Arnaud Malherbe Hezekiél Sepeng Hendrik Mokganyetsi Llewellyn Herbert                                      | 3:00,26 NR |
| 5     | Frankreich     | Jean-Louis Rapnouil Marc Foucan Fred Mango Stéphane Diagana                                                | 3:01,06    |
| 6     | Simbabwe       | Tawanda Chiwira Phillip Mukomana Savieri Ngidhi Ken Harnden                                                | 3:01,43    |
| 7     | Italien        | Ashraf Saber Marco Vaccari Andrea Nuti Fabrizio Mori                                                       | 3:01,52    |
| DOP   | USA            | Jerome Young Antonio Pettigrew Chris Jones Tyree Washington (Finale) im Vorlauf außerdem: Allen Johnson    |            |

## Video
- Men's 4x400m Relay World Athletics Championships Athens 1997 auf youtube.com, abgerufen am 13. Juni 2020